# Armona (California)
Armona es un lugar designado por el censo ubicado en el condado de Kings en el estado estadounidense de California. En el año 2000 tenía una población de 3239 habitantes y una densidad poblacional de 647,8 personas por km².

## Geografía
Armona se encuentra ubicado en el norte del condado de Kings. Según la Oficina del Censo, la ciudad tiene un área total de 5 km.

## Demografía
Según la Oficina del Censo en 2000 los ingresos medios por hogar en la localidad eran de $ 32 790, y los ingresos medios por familia eran $ 32 232. Los hombres tenían unos ingresos medios de $ 26 905 frente a los $ 22 981 para las mujeres. La renta per cápita para la localidad era de $ 11 850. Alrededor del 26,6 % de la población estaban por debajo del umbral de pobreza.